# Cagnaccio di San Pietro

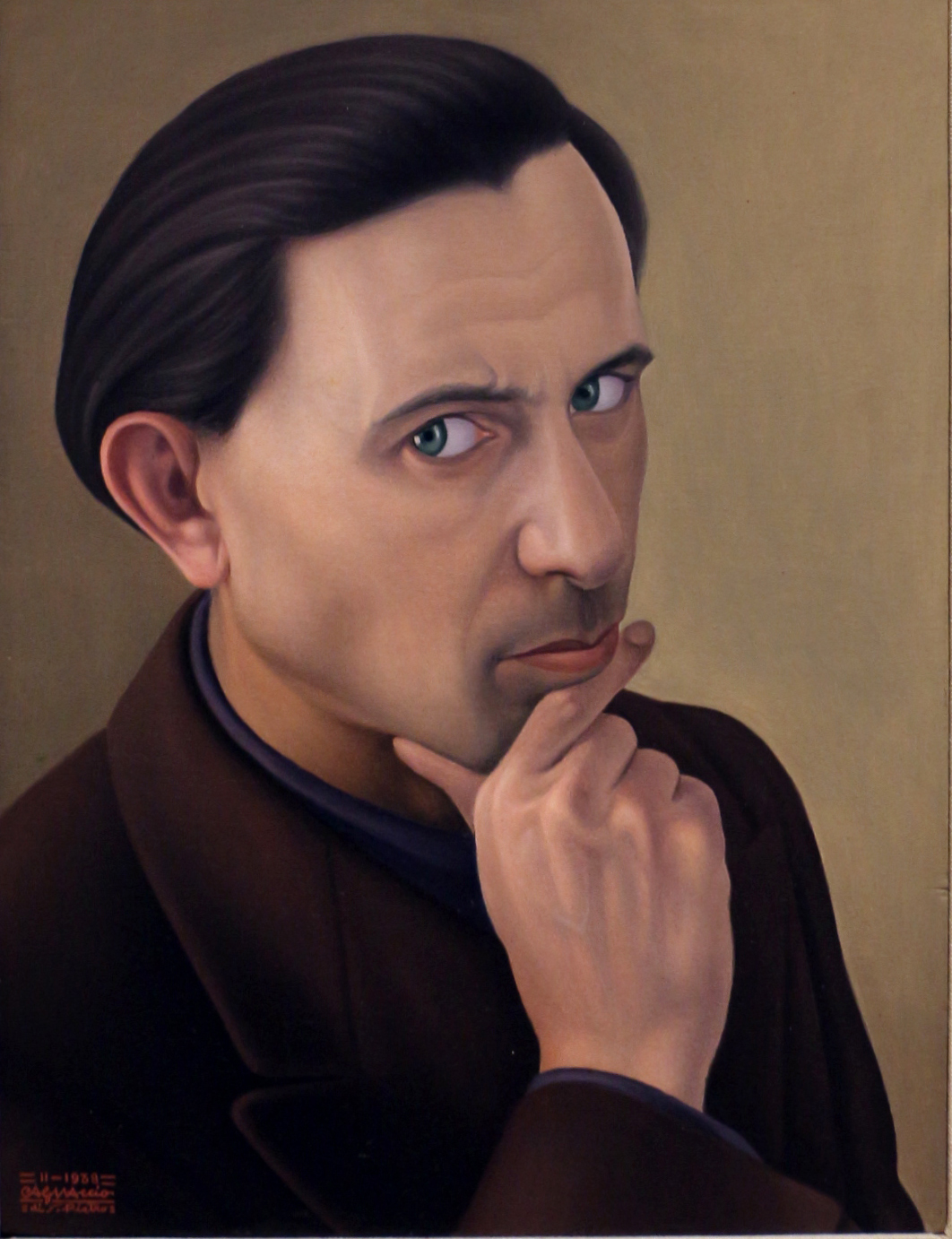
Autoritratto (1938)
Ca' Pesaro

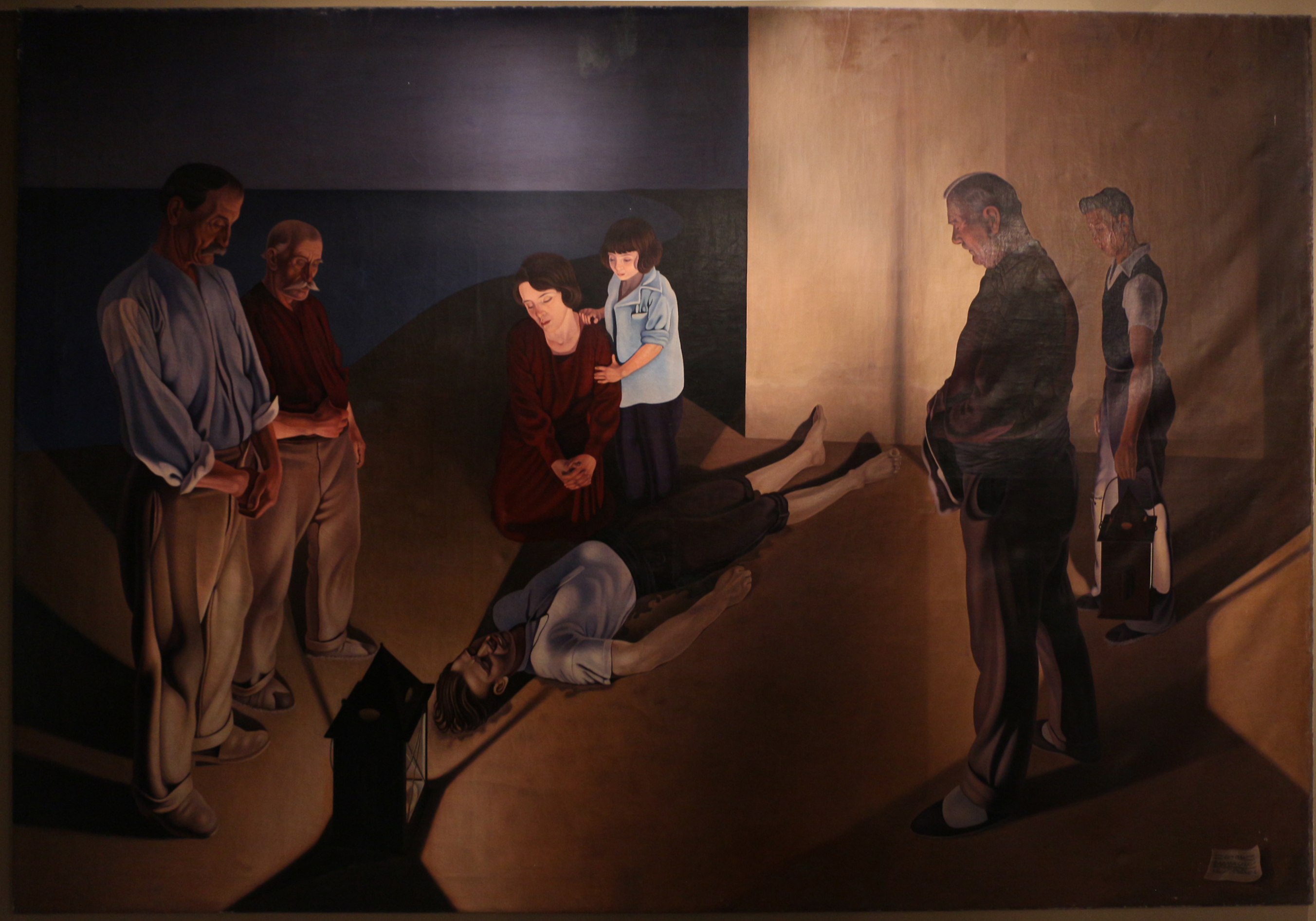
I Naufraghi
collezione privata

Cagnaccio di San Pietro, pseudonimo di Natalino Bentivoglio Scarpa (Desenzano del Garda, 14 gennaio 1897 – Venezia, 26 maggio 1946), è stato un pittore italiano.

## Biografia
Allievo del pittore Ettore Tito all'Accademia di belle arti di Venezia, partecipa già negli anni Dieci del XX secolo alle mostre di Ca' Pesaro con Gino Rossi, Tullio Garbari e Felice Casorati. 
Avvicinatosi al futurismo, se ne allontana dopo breve tempo, spostando la sua attività su formule figurative tradizionali ("ritorno all'ordine"). Si accosta quindi al Realismo magico.
Intorno al 1920 definisce il suo stile più caratteristico: una forma compatta e precisa che, oltre che con la Nuova Oggettività, ha contatti con il Novecento al quale però non aderisce mai.

## Stile e influenze
Comincia a farsi conoscere in varie mostre e nel 1924 espone alla Biennale di Venezia, assumendo il nome d'arte di Cagnaccio, a cui aggiunse di San Pietro in onore del piccolo borgo marinaro di San Pietro in Volta, nell'isola  di Pellestrina dove visse la sua infanzia.
Ribelle, anticonformista, Cagnaccio si sente un outsider e agisce come tale, apprezzato e amato più dai colleghi che dalla critica che, in vita, non lo comprende. La Tempesta, datata 1920, segna "la riconquista della bellezza classica da parte di Cagnaccio" dopo una giovanile infatuazione futurista e il recupero dei capisaldi della tradizione pittorica, un “ritorno all’ordine” che non lo porta tuttavia sul carro del novecentismo sarfattiano per il rifiuto sistematico di Cagnaccio d’aderire a manifesti e movimenti e, infine, per la sua avversione al fascismo: un’avversione viscerale prima ancora che ideologica. Alla Biennale del 1928, ove siede in commissione Margherita Sarfatti, propone provocatoriamente l’opera Dopo l’orgia – respinta – in cui fustiga la deriva morale del regime e qualche anno dopo rifiuta platealmente la tessera del Partito fascista.
Durante la Resistenza dà rifugio a partigiani e altri antifascisti ricercati, tra cui i fratelli Armando e Danilo Gavagnin, Giovanni Ponti e Gigetto Tito, figlio di Ettore e suo amico fraterno. Per quanto appartato e refrattario a ogni aggregazione artistica, Cagnaccio è tuttavia membro riconosciuto di una pattuglia – i Realisti magici – minoritaria ma quotata. Casorati è – come scrive Biagi – il primo dei suoi modelli.
Anche il Virgilio Guidi di In Tram, ammirato nella sua prima Biennale del 1924, suggestiona profondamente Cagnaccio che risulta subito vicino ai "nordici" Leonardo Dudreville, Ubaldo Oppi e Antonio Donghi. Affiora poi anche una parentela con i pittori veneziani del XV secolo: i “più spigolosi” – Bartolomeo Vivarini, Carlo Crivelli, Jacopo da Valenza, Andrea da Murano – e altrettanto evidenti sono i rimandi (specie nei dipinti di soggetto religioso) a Bellini, Mantegna e Dürer. Con Astolfo de Maria, Bortolo Sacchi e Dino Martens, Cagnaccio rappresenta dunque il corrispettivo lagunare della Nuova Oggettività.
La sua salute è minata da un male incurabile che lo consumerà progressivamente e lo porterà alla morte a quarantanove anni. È un male di cui Cagnaccio è ben consapevole e che lo spinge a staccarsi dalla vita sociale e artistica, anche se continua a dipingere anche negli anni di guerra e spesso si ispira alla realtà dell'ospedale: malati, dottori, infermiere, medicine. Dal 1940, comunque, mosso da uno slancio mistico, aggiunge alla sua firma la sigla S.D.G (Soli Deo Gloria, "La gloria solo a Dio").

## Opere
- Ritratto della madre, 1922
- La sera, 1923
- Inverno, 1924
- Bambini che giocano, 1925
- Donna allo specchio, 1927
- La bolla di sapone, 1927
- Dopo l'orgia, 1928
- Primo denaro, 1928
- Zoologia, 1928
- Le lacrime della cipolla, 1929
- Ritratto della signora Wighi, 1930 (MART Rovereto)
- Estuario, 1931
- Il randagio, 1932 (MART Rovereto)
- La ragazza e lo specchio, 1932
- Operaia, 1932
- Preghiera, 1932
- Ritorno dal Monfenera, 1932
- I Naufraghi, 1934 (MART Rovereto)
- La sorgente o Alla fonte, 1935 (MART Rovereto)
- Il trionfo dello spirito sulla materia, 1935
- La rosa del mare, 1935
- Rosario, 1936
- Maternità II, 1937
- Autoritratto, 1938 (Cà Pesaro Venezia)
- Consummatum est, 1943